# 范濂
范濂（1919年—2016年5月1日），男，祖籍云南巍山，生于广东，中华人民共和国农学家、政治人物。

## 生平
1942年毕业于浙江大学农经系，同年考取浙江大学研究生，1944年获硕士学位。1944年至1946年，任四川农业公司技术室组长。1947年，赴美国华盛顿州立大学研究生院学习，不久转入爱荷华大学学习。1949年，回国。1950年，任东北工业会计统计专科学校副教授兼统计系主任。1954年，任大连工学院副教授。1956年，调河南农学院，先后任农学系副教授、院学术委员会副主任、副院长。1979年，任河南农学院农学系教授兼小麦育种研究室主任。1981年12月至1998年1月，被选为第五至七届河南省人大常委会副主任。1982年，当选河南省科学技术协会副主席。1987年，当选中国民主同盟第五届中央委员会委员。
2016年5月1日，在郑州逝世，享年97岁。